# Jerago con Orago

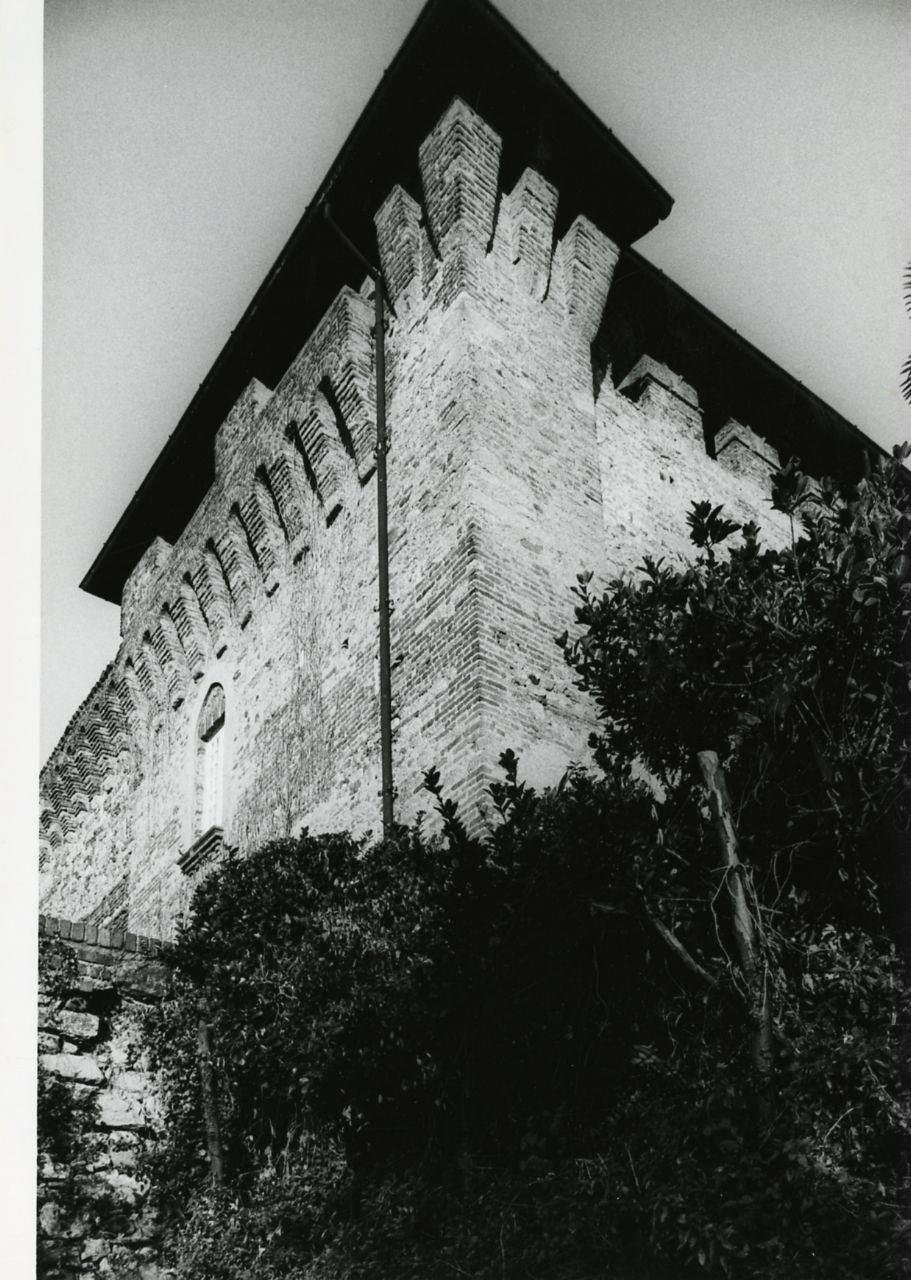
Schloss von Jerago (1980)

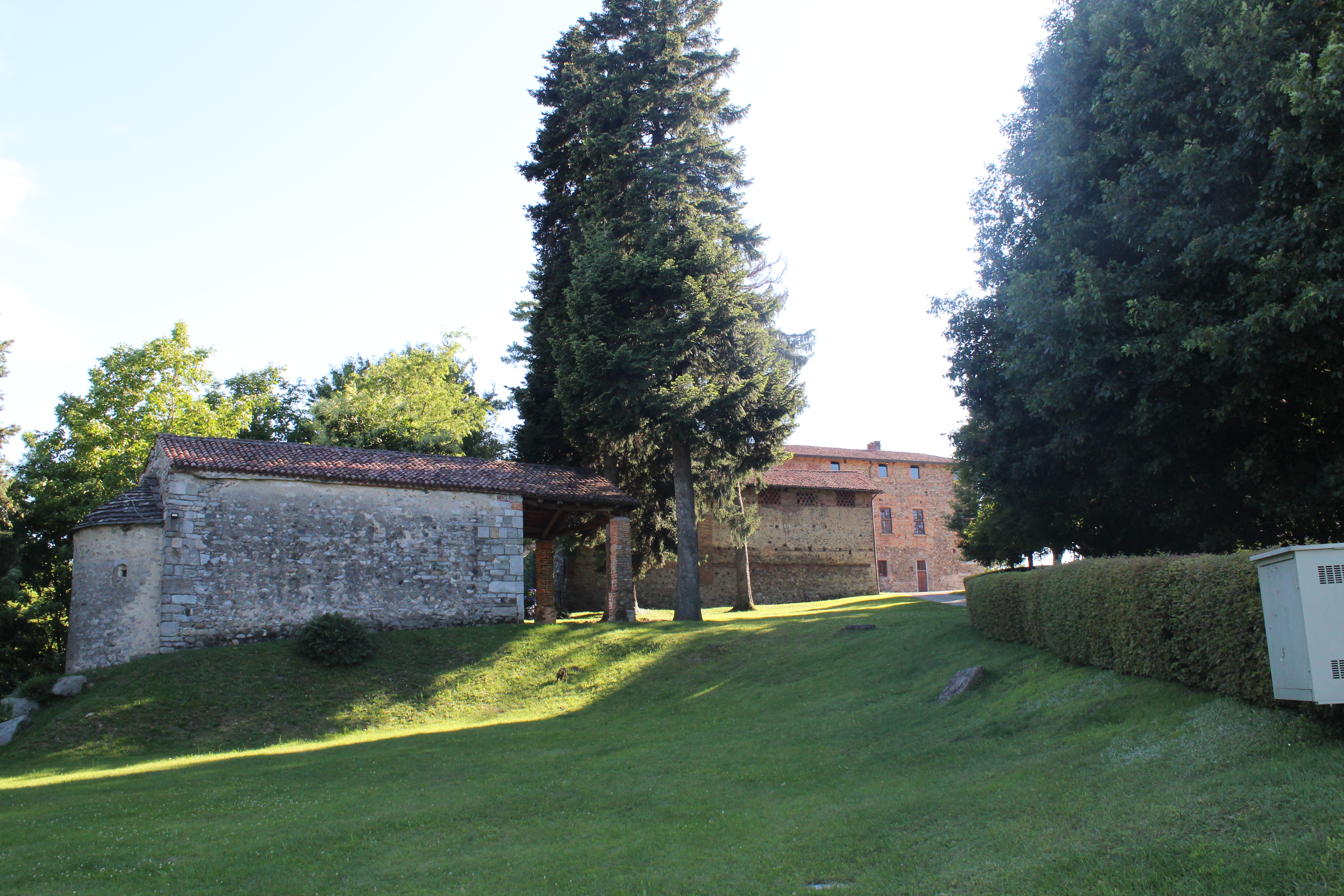
Oratorium San Giacomo beim Schloss Jerago

Jerago con Orago ist eine italienische Gemeinde (comune) in der Provinz Varese in der Region Lombardei.

## Geographie
Die Gemeinde liegt etwa 12 Kilometer südsüdwestlich von Varese am Fluss Arno. Zu Jerago con Orago gehören die Fraktionen Jerago und Orago. Die Nachbargemeinden sind Albizzate, Besnate, Cavaria con Premezzo, Oggiona con Santo Stefano, Solbiate Arno und Sumirago.

## Geschichte
Erste Siedlungsspuren im Gebiet der Gemeinde stammen aus der Römerzeit, da mehrere Funde vermuten lassen, dass es von kleinen Hirtengemeinschaften bewohnt war. Im Mittelalter war das Gebiet von den Kämpfen zwischen den Torriani und den Visconti um die Herrschaft über den Contado del Seprio betroffen. Die strategische Lage des Dorfes erlaubte es ihm, kleine Verteidigungsanlagen zu bauen, die später in echte Burgen umgewandelt wurden.
Die Ortschaft Jerago, die in den Statuten der Straßen und Gewässer der Grafschaft Mailand von 1346 als Aliarago bezeichnet wird und zur Pieve Gallarate gehörte, gehörte zu den Gemeinden, die zur Instandhaltung der Rho-Straße beitrugen (1346). In den Registern des Estimo des Herzogtums Mailand von 1558 und den nachfolgenden Aktualisierungen im 18. Jahrhundert war Jerago noch in derselben Pfarrei enthalten.
Im Jahr 1730 wurde Orago mit Cavaria vereinigt. 1751 war die Gemeinde ein Lehen von Antonio Visconti, dem keine Lehnsabgaben gezahlt wurden. Der feudale Podestà, der in Gallarate lebte, erhielt sieben Lire im Jahr, während der Konsul der Gemeinde für seinen Eid 18 Soldi an die Strafbank von Seprio zahlte. Es gab keinen Rat, sondern nur den Konsul, dessen Funktionen im monatlichen Wechsel von Haus zu Haus ausgeübt wurden, und zwei Bürgermeister, die von persönlichen Lasten befreit waren. Diese Beamten kümmerten sich um die Bedürfnisse der Gemeinschaft. Der Kanzler wohnte in Albizzate und erhielt ein Jahresgehalt von 15 Lire. Da es keine Archive gab, wurden die öffentlichen Unterlagen von einer von der Gemeinde beauftragten Person aufbewahrt. Der Sammler wurde auf dem Stadtplatz in Anwesenheit des Konsuls, der Bürgermeister und des größten Teils der Bevölkerung öffentlich versteigert.
Nach der vorübergehenden Vereinigung der lombardischen Provinzen mit dem Königreich Sardinien wurde die Gemeinde Jerago con Besnate ed Orago mit 551 Einwohnern, die von einem Rat mit fünfzehn Mitgliedern und einem Rat mit zwei Mitgliedern verwaltet wird, gemäß der durch das Gesetz vom 23. Oktober 1859 festgelegten Gebietsaufteilung in das Mandamento I di Gallarate, circondario IV di Gallarate, Provinz Mailand, aufgenommen. Bei der Verfassung des Königreichs Italien im Jahr 1861 hatte die Gemeinde 569 Einwohner (Volkszählung 1861). Nach dem Gemeindegesetz von 1865 wurde die Gemeinde von einem Bürgermeister, einer Junta und einem Rat verwaltet. Im Jahr 1867 wurde die Gemeinde in denselben Bezirk, Kreis und dieselbe Provinz eingegliedert (Verwaltungsbezirk 1867).
Im Jahr 1872 wurde die Gemeinde Jerago con Besnate und Orago mit der Gemeinde Besnate zusammengelegt und von der Gemeinde Arsago abgetrennt, die nun Arsago Seprio heißt (Königlicher Erlass Nr. 854 vom 26. Mai 1872). Bis 1872 trug die Gemeinde den Namen Jerago und von 1872 bis 1892 den Namen Jerago con Besnate. Im Jahr 1892 wurde der Weiler Orago zur Gemeinde Jerago con Besnate und Orago zusammengefasst, die von der Gemeinde Orago abgetrennt wurde, die jetzt Cavaria con Premezzo heißt (Königlicher Erlass Nr. 198 vom 20. März 1892). Im Jahr 1907 wurde die Gemeinde Jerago con Besnate und Orago zwischen der Gemeinde Besnate und der neuen Gemeinde Jerago con Orago aufgeteilt.
(Gesetz Nr. 48 vom 28. Februar 1907).
Die Gemeinde Jerago con Orago, die zur Provinz Mailand gehört, wurde 1907 aus den Ortsteilen Jerago und Orago gebildet, die aus der aufgelösten Gemeinde Jerago con Besnate und Orago hervorgegangen waren (Gesetz Nr. 48 vom 28. Februar 1907). Im Jahr 1924 wurde die Gemeinde in den Bezirk Gallarate der Provinz Mailand eingegliedert. Nach der Gemeindereform von 1926 wurde die Gemeinde von einem Podestà verwaltet. Im Jahr 1927 wurde die Gemeinde der Provinz Varese zugeschlagen. Nach der Gemeindereform von 1946 wurde die Gemeinde Jerago con Orago von einem Bürgermeister, einer Junta und einem Gemeinderat verwaltet. Im Jahr 1971 hatte die Gemeinde Jerago con Orago eine Fläche von 403 Hektar.

## Bevölkerung
| Bevölkerungsentwicklung | Bevölkerungsentwicklung | Bevölkerungsentwicklung | Bevölkerungsentwicklung | Bevölkerungsentwicklung | Bevölkerungsentwicklung | Bevölkerungsentwicklung | Bevölkerungsentwicklung | Bevölkerungsentwicklung | Bevölkerungsentwicklung | Bevölkerungsentwicklung | Bevölkerungsentwicklung | Bevölkerungsentwicklung | Bevölkerungsentwicklung | Bevölkerungsentwicklung |
| ----------------------- | ----------------------- | ----------------------- | ----------------------- | ----------------------- | ----------------------- | ----------------------- | ----------------------- | ----------------------- | ----------------------- | ----------------------- | ----------------------- | ----------------------- | ----------------------- | ----------------------- |
| Jahr                    | 1861                    | 1871                    | 1881                    | 1901                    | 1911                    | 1921                    | 1936                    | 1951                    | 1961                    | 1971                    | 1981                    | 1991                    | 2001                    | 2021                    |
| Einwohner               | 790                     | 822                     | 939                     | 1089                    | 1440                    | 1787                    | 2167                    | 2728                    | 3328                    | 4068                    | 4340                    | 4381                    | 4688                    | 5185                    |

## Verkehr
Mit den Nachbargemeinden Cavaria con Premezzo und Oggiona con Santo Stefano teilt Jerago con Orago den Bahnhof Cavaria-Oggiona-Jerago an der Bahnstrecke Gallarate–Varese, der sich in Cavario befindet. Durch die Gemeinde führen die Autostrada A8 von Mailand nach Varese sowie die frühere Staatsstraße 341 (heute eine Provinzstraße).

## Sehenswürdigkeiten
- Pfarrkirche San Giorgio in der Fraktion Jerago
- Pfarrkirche San Giovanni Battista in der Fraktion Orago
- Schloss in Jerago und Schloss in Orago (13. Jahrhundert)
- Oratorium San Giacomo beim Schloss von Jerago

## Gemeindepartnerschaft

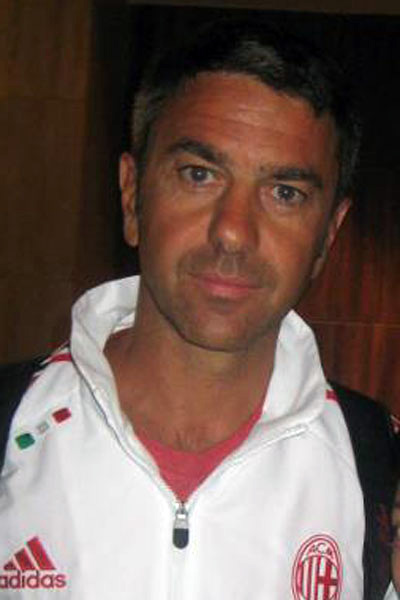
Alessandro Costacurta

- Chazelles-sur-Lyon (Frankreich)
- Untergruppenbach (Deutschland)

## Persönlichkeiten
- Luigi Chinetti (* 17. Juli 1901 in Jerago con Orago; † 17. August 1994 in Greenwich, Connecticut), US-amerikanischer Automobilrennfahrer italienischer Herkunft
- Valerio Cassani (* 28. Februar 1922 in Jerago con Orago; † 23. Februar 1995 ebenda), Fußballspieler
- Alessandro Costacurta (* 24. April 1966 in Jerago con Orago), Fußballspieler und -trainer